# نووکلوچوبایوو
نووکلوچوبایوو (انگلیسی: Novokulchubayevo) یک شهرک در شهرستان بیرسکی باشقیرستان کشور روسیه است.